# Geoglossum nigritum
Geoglossum nigritum är en svampart som först beskrevs av Elias Fries, och fick sitt nu gällande namn av Mordecai Cubitt Cooke 1878. Geoglossum nigritum ingår i släktet Geoglossum och familjen Geoglossaceae.   Inga underarter finns listade i Catalogue of Life.